# أوبليس جامبيل
اوبليس جامبيل [(بالقازاقية: Жамбыл облысы)‏، تلفظ: جامبيل اوبليسي] [(بالروسية: Жамбилська область)، تلفظ:جامبيليسكا اوبلاست] هي مقاطعة في كازاخستان عاصمتها تاراز. تقع على الحدود مع قيرغيزستان وهي قريبة جدا من أوزباكستان. تقع قرب بحيرة بلكاش.

## أعلام
- يوري كول